# Стрільче (Коломийський район)
Стрі́льче — село в Україні, у Городенківській міській громаді Коломийського району Івано-Франківської області.
Відповідно до Розпорядження Кабінету Міністрів України від 12 червня 2020 року № 714-р «Про визначення адміністративних центрів та затвердження територій територіальних громад Івано-Франківської області» увійшло до складу Городенківської міської громади.
Вперше згадується 12 березня 1436 року, ще одна згадка — від 18 вересня 1439.

## Населення

### Мова
Розподіл населення за рідною мовою за даними перепису 2001 року:
| Мова       | Кількість | Відсоток |
| ---------- | --------- | -------- |
| українська | 1602      | 99.63%   |
| російська  | 4         | 0.25%    |
| білоруська | 2         | 0.12%    |
| Усього     | 1608      | 100%     |

## Церква
1712 року в селі була побудована мала дерев'яна церква, яка приблизно 1800 року згоріла. На цьому місці було побудовано, вже в пізніші часи, резиденцію. У фундамент цієї будівлі була замурована плита, на якій був напис та число побудови 1710 рік. За радянських часів Резиденція та господарські приміщення біля неї були зруйновані, каміння вивезені в колгосп на будівництво, плита з написом безслідно зникла. Довший час ця площа пустувала в бур'янах, між якими стояли поодинокі похилені, врослі в землю хрести. Серед них один хрест, про якого казали, що на цьому місці стояв принос старої церкви. Недавно було знайдено і церковну криницю.
Нову церкву побудовано в 1812 р. Біля церкви знаходиться цвинтар на який зі старого перенесено багато хрестів, серед них, так звані «Козацькі».
В паламарській церкві є таблиця, на якій переписані всі священики, які правили з 1774 року. Є і такий запис «початок 223 року», але немає пояснень, що це означає.
На хресті церкви в його нижній частині прикріплений півмісяць-символ монгольської віри. За монгольського поневолення такі півмісяці на церквах ставили, коли жителі цих сіл справно платили монголам данину.
Церква за радянської влади була відділена від держави, але не від переслідування комуністами. Проти церкви велася антирелігійна агітація. Влада знаходила людей які в корисних цілях або по своїй несвідомості залучались до антирелігійної діяльності. Ці люди вели агітацію серед народу проти святкування релігійних свят.
Священики користувались церковною землею. На цю землю влада накладала непосильні податки. І коли священик з допомогою громадськості цей податок сплачував, тоді приходило нове повідомлення про необхідність здати "добровільно"ще декілька сотень карбованців. Одного разу за несплату священиком податку, два активісти вивели священика на двір, поставили під стіну до розстрілу.
Ця антирелігійна політика партії спричинила до того, що громадськість, особливо молодь перестали ходити до церкви і це призвело до морального та культурного занепаду. До війни церкву тримав жид Зельман.
В часи Горбачовської перебудови в нас в селі священиком був Іван Никифорук. Йому вдалося примирити людей з міжконфесійними розбіжностями.
Керувала церквою двадцятка людей, які постійно ходили до церкви. В 20-ці були люди завербовані кагебістами. Декого з членів 20-ки невлаштовував отець Іван, і йому довелося покинути село.

## Школа
У давні часи навчання дітей проводилось в окремих хатах. Вчили дітей переважно дяк i отець. Вперше приміщення школи в нашому селі було збудовано наприкінці 19 століття біля церкви (в даний час в ній розташована резиденція священика). В ній навчалися діти селян. Школа була двокласна. Директором школи був Омелян Беленкевич і два вчителі. Навчання проводилось польською і українською мовами. Вивчали діти граматику, математику, читання і релігію. На навчання дітей скликали дзвоном, який був на подвір'ї, і зберігся до наших часів. До кінця 1912 року діти писали на гончарних дощечках спеціальним олівцем. Написане можна було витерти, як сьогодні в школах на класних дошках. Школа була обов'язковою для всіх дітей від 6 до 12 років, але не всі її відвідували через злидні, в котрих потонули їхні сім'ї, більшість учнів ходили в школу літом, менше зимою, бо не було у що одягнутися і взутись. Відвідування стало кращим, коли відкрили читальню і в людей зріс інтелектуальний рівень. В 1911 році в селі було закінчено будівництво нової школи. Біля школи був посаджений сад, виділені ділянки на яких учні кожного класу висаджували городні культури і доглядали за ними. При школі був розсадник, на якому учні вирощували щепи яблунь, груш, слив. Учні робили щепи своїми руками, а вирощені роздавали селянам. В цьому розсаднику було вирощено саджанці, якими засаджено схили Стрільченського Лугу. Цей садок і сьогодні називається Вакаційним . Все це робилося, завдячуючи Омеляну Беленкевичу, активному члену « Просвіти»
З 1900 по 1904 рік в нашій школі вчився видатний український літературний критик Дмитро Петрович Рудик, де й здобув перші ази наук, після закінчення початкової школи він продовжив навчання в Городенківській гімназії. Омелян Беленкевич пропрацював директором школи до 1929 року і залишив добру згадку про себе у Стрільчі. Він був грамотною, розумною, ввічливою, справедливою людиною. Школа в цей час стала чотирикласовою (в 1928році в школі працювало 4 вчителі і директор). Але сім'я Беленкевичів змушена була виїхати.
Починаючи з 1929 року директором школи був Крупа, якого в 1939 році заарештували і він пропав в НКВД.
З 1939 по 1940 директором був Чайковський, 1940 по 1941 Михайлів Петро. Директора Михайліва прислали з сім'єю з Східної України. Після польської школи відчувався подих українського духу. В магазин завезли багато підручників, зошитів, шкільного приладдя-по дешевих цінах. 1942 по 1943 знову Чайковський став директором. ПІсля нього 1944 по 1945 Гелемей Юлія Андріївна 1945 по 1946 Шлемкевич Іван Миколайович 1946 по 1948 Михайлів Петро 1949 по 1957 Кальченко Андрій Терентійович цей очолює вже семирічну школу. В школі працюють вчителі-предметники. Навчання велося українською мовою. Діти вивчали такі предмети: математичну мову, літературу, фізику, хімію, географію. історію, і інші предмети. З 1957 по 1969 роки в школі директором був Вережак Богдан Васильович.
В 1960 році школа перейшла на восьмирічне навчання. В 1974 році було збудоване теперішнє приміщення школи. А засновником виступив директор радгоспу "Зоря"Гайдаш Василь Дмитрович. Директором школи в той час був Яківчик Василь Михайлович 1969 по 1982 роки. В школі працювало 24 вчителі і навчалось 296 учнів. В той час було 46 першокласників і 51 випускник.

## Відомі люди

### Народились
- Гаморак Нестор Теодорович — український ботанік. Діяч ЗУНР.
- Дідич Сергій Васильович — Герой України, захисник Майдану.
- Кіндрачук Надія Мирославівна (* 1984) — українська історикиня, доктор історичних наук.
- Рудик Дмитро Петрович —  — український літератор, публіцист, журналіст, народний вчитель.
- Чайка Іван — український військовий діяч, сотник, командир 10-ї бригади УГА.

### Священики
- Парох о. Андрей Терлецький 1744—1771
- Пар. о. Іван Терлецький 1771—1820
- Завідувач о. Николай Загайкевич 1820—1841
- Зав. о. Николай Маринович 1841—1845
- Зав. о. Юліан Соневицький 1845—1846
- Пар.о. Лев Лукашевич 1846—1866
- Пар о. Теофан Глинський 1866—1867
- Пар. о. Іван Наумович 1867—1873
- Пар.о. Іполит Козловський 1873—1903
- Зав. о. Юліан Козловський 1903—1905
- Пар. о. Порфирій Гордієвський 1905—1909
- Зав. о. Партеній Чубатий 1909—1910
- Пар. о. Андрей Стрільчик 1910—1944
- Зав. о. Григорій Гавдуник 1944—1944
- Пар. о. Василій Дзьомбак 1944—1953
- Зав. о. Володимир Березюк 1953—1958
- Зав. о. Олександр Мальчинський 1958—1958
- Зав. о. Олександр Бодревич 1958—1961
- Пар. о. Іван Березюк 1961—1962
- Пар. о. Павло Нога 1962—1965
- Пар. о. Іван Горецький 1965—1965
- Зав. о. Іван Олексюк 1966—1966
- Пар. о. Петро Тимофійчук 1966—1974
- Пар. о. Михайло Дьяк 1974—1977
- Пар. о. Іван Олексюк 1977—1980
- Пар. о. Михайло Завойський 1980—1983
- Пар о. Михайло Никифорук 1983—1984
- Пар. о. Іван Никифорук 1984—1990
- Пар. о. Василій Григорів 1990—2009.
- о. Дідич Володимир 2009 — по даний час.